# Athienville
Athienville ist eine französische Gemeinde mit 167 Einwohnern (Stand 1. Januar 2022) im Département Meurthe-et-Moselle in der Region Grand Est. Sie gehört zum Arrondissement Lunéville und zum Gemeindeverband Pays du Sânon.

## Geografie
Athienville liegt auf 230 m über dem Meer, etwa 16 Kilometer nördlich der Stadt Lunéville und etwa 13 Kilometer südlich von Château-Salins.
Das Gemeindegebiet umfasst einen Abschnitt des flachwelligen Gebietes zwischen den Flüssen Seille und Sânon östlich von Nancy. Das 13,15 km² große Gemeindeareal besteht zum größten Teil aus landwirtschaftlich genutzten Flächen. Etwa ein Viertel der Fläche ist bewaldet (Forêt de Ranzey im Westen und Bois de Bénamont im Südosten). Einen Kilometer nordöstlich des Dorfkerns bilden die Hügel Jumelles (= Zwillinge; 293 und 287 m über dem Meer) zwei markante Blickpunkte, die auch im Gemeindewappen durch einen roten Zickzackbalken stilisiert werden.
Zu Athienville gehören die Weiler und Höfe Hincourt, Ferme de Harlauville und Ferme de Ranzey.
Nachbargemeinden von Athienville sind Bezange-la-Grande im Norden, Arracourt im Osten, Bathelémont im Südosten, Valhey im Süden, Serres im Südwesten sowie Hoéville im Westen.

## Geschichte
Vor dem Deutsch-Französischen Krieg 1870/71 gehörte die Gemeinde zum Kanton Vic-sur-Seille. Nach dem Vertrag von Frankfurt entstand aus dem südlichen Teil dieses Kantons der neue Kanton Arracourt, der bei Frankreich verblieb und zu dem auch Athienville gehörte.

### Bevölkerungsentwicklung
| Jahr      | 1962 | 1968 | 1975 | 1982 | 1990 | 1999 | 2007 | 2019 |
| Einwohner | 152  | 185  | 160  | 177  | 182  | 172  | 163  | 177  |

Im Jahr 1851 wurde mit 406 Bewohnern die bisher höchste Einwohnerzahl ermittelt. Die Zahlen basieren auf den Daten von cassini.ehess und INSEE.

## Sehenswürdigkeiten
- Altar und Tabernakel der Kirche St. Peter und Paul (Église Saint-Pierre et Saint-Paul) aus der ersten Hälfte des 18. Jahrhunderts (neu lackiert und vergoldet 1920), als Monument historique klassifiziert[4]

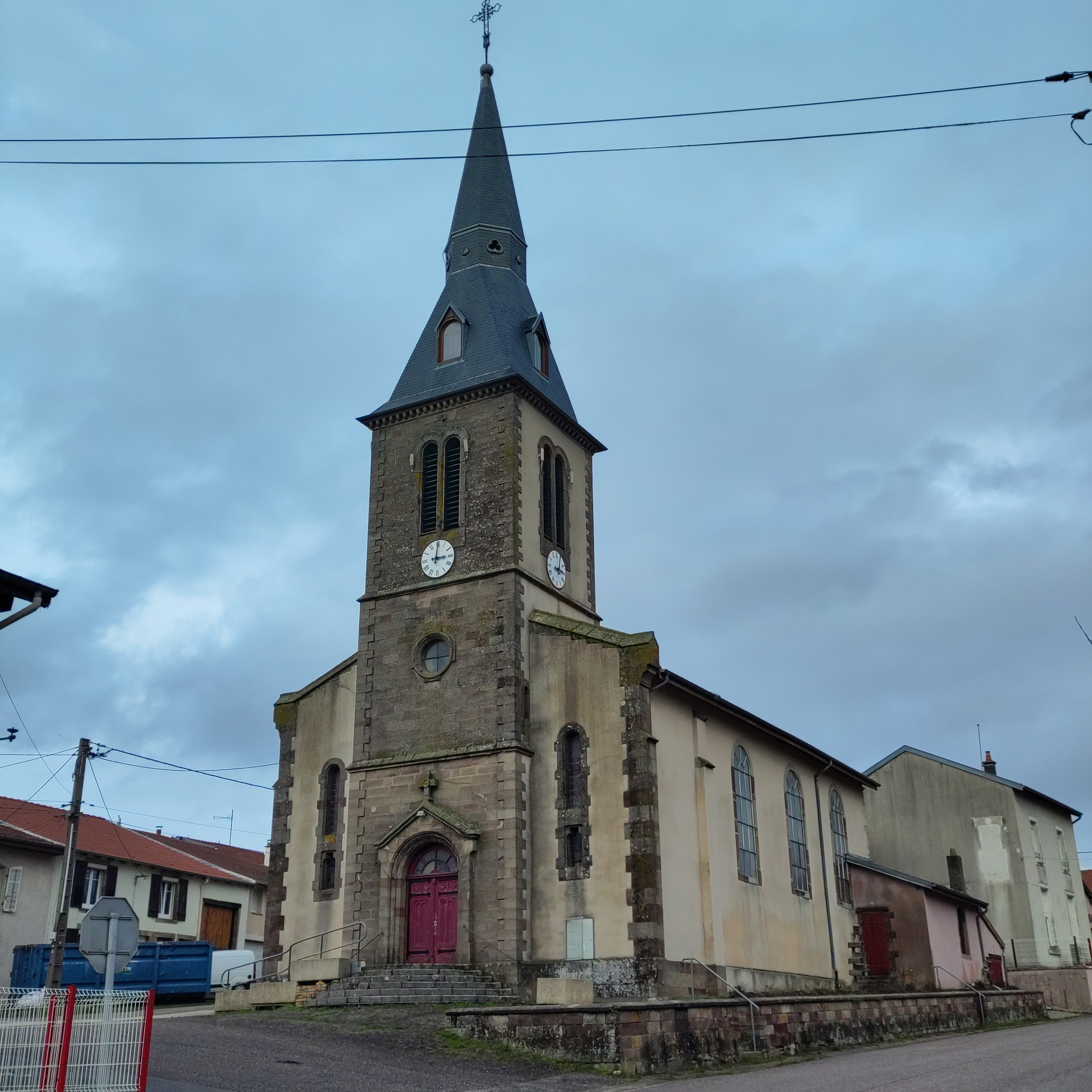
Kirche St. Peter und Paul

## Wirtschaft und Infrastruktur
In der Gemeinde Athienville sind zehn Landwirtschaftsbetriebe ansässig (Getreideanbau, Milchviehhaltung).
Athienville liegt abseits der großen überregionalen Verkehrsverbindungen. Durch die Nachbargemeinden Arracourt und Valhey führt die Fernstraße von Lunéville über Moyenvic nach Château-Salins. Weitere Straßen verbinden Athienville mit den Gemeinden Bezange-la-Grande und Serres.

## Belege
1. ↑  Wappenbeschreibung auf genealogie-lorraine.fr (Memento des Originals vom 22. September 2013 im Internet Archive)  Info: Der Archivlink wurde automatisch eingesetzt und noch nicht geprüft. Bitte prüfe Original- und Archivlink gemäß Anleitung und entferne dann diesen Hinweis. (französisch)
2. ↑  Athienville auf cassini.ehess
3. ↑  Athienville auf INSEE
4. ↑  Autel, tabernacle, exposition (maître-autel) in der Base Mérimée des französischen Kulturministeriums (französisch)
5. ↑  Landwirtschaftsbetriebe auf annuaire-mairie.fr (französisch)